# Jaume Roca i Delpech
Jaume Roca i Delpech (Salt, Gironès, 26 d'agost de 1910 - Girona, 15 de novembre de 1968) fou un pintor, pianista i compositor de sardanes català.
Va debutar com a concertista als quinze anys i va assolir una remarcable fama com a pianista, activitat que va desenvolupar fins a la Guerra Civil de 1936-1939. Després de la contesa, va fundar una escola de piano a Barcelona i va restringir molt la seva activitat com a concertista.
Paral·lelament, va desenterrar la seva antiga afecció pel dibuix i es va iniciar com a pintor. Va pintar alguns olis, sobretot de temes gironins, i més tard va destacar com a aquarel·lista, amb exposicions a Catalunya, Espanya, Europa (principalment a París) i l'Argentina.
L'any 1925 va escriure la primera sardana. És autor d'un catàleg de sardanes amb una estilística molt marcada. Com a instrumentista, va actuar a la cobla Iris de Salt.